# 重富健一
重富 健一（しげとみ けんいち、1923年3月16日 -2020年10月11日）は、日本の経済学者。専門は農業経済学。東洋大学名誉教授。

## 略歴
佐賀県生まれ。佐賀師範学校卒、1945年東京高等師範学校卒、1947年まで東京都立上野中学校（旧制）（現東京都立上野高等学校）教諭、1950年京都大学農学部卒、政治経済研究所研究員、1961年東洋大学経済学部専任講師、1962年助教授、1967年教授。1976年東洋大学理事。1979年評議員。1983年東洋大学経済研究所長。1992年退任、名誉教授。
全日本学生自治会総連合設立に関わり、日本共産党に入党した。

## 著書
- 『かわりゆく日本農業』新日本新書 1971
- 『都市の農業と食糧を考える』芽ばえ社 1986
- 『田舎の香水 ヨーロッパ"農と食"つれづれ記』生活ジャーナル 1987
- 『重富健一著作選集』全5巻 光陽出版社 1993‐95
  - 第1巻 手をつなぐ働くなかま 労働・農民運動と労農同盟 1993
  - 第2巻 俺は地球の番人だ 都市の農業・食糧・環境 1994
  - 第3巻 亡穀は亡国への道 「農基法」から「新政策」まで農政批判30年 1994
  - 第4巻 立ち上がる農民たち 農村からのレポート 1994
  - 第5巻 タニシのはぎしり 随想・書評・思い出の人々 1995
- 『都市農業再論 宅地並み課税の第二次「十年戦争」』光陽出版社 2003
- 『人生は奇縁なり 思い出つれづれ書き』光陽出版社 2004

### 共編著
- 『戦後日本の農業と農民』井野隆一,暉峻衆三共編 新評論 1968
- 『国家独占資本主義と農業』井野隆一, 暉峻衆三共編 大月書店 1971
- 『食料問題の基本視角』井野隆一共編著 新評論 1976
- 『日本の農業・食糧 民主的解決への道』宮村光重共編著 青木書店 青木現代叢書 1976
- 『日本農業再建の道標』井野隆一、千葉燎郎共編著 筑波書房 1991
- 『現代資本主義と食糧・農業』暉峻衆三、井野隆一、宮村光重共編著 大月書店 1995